# Vladan Vukosavljević
Vladan Vukosavljević, cyr. Владан Вукосављевић (ur. 1962 w Belgradzie) – serbski prawnik i polityk, w latach 2016–2020 minister kultury i informacji.

## Życiorys
Ukończył szkołę średnią w Belgradzie, a w 1990 studia prawnicze na Uniwersytecie w Belgradzie. Do 1993 pracował w dziale handlu zagranicznego jednego z przedsiębiorstw. Później prowadził własną działalność gospodarczą jako współwłaściciel spółki świadczącej usługi prawne na rynku nieruchomości, a następnie w ramach spółki działającej w branży PR i lobbingu. Był współpracownikiem Aleksandra Karadziordziewicia i od 2004 członkiem jego gabinetu. W latach 2013–2016 zatrudniony w administracji miejskiej Belgradu, w której kierował sekretariatem do spraw kultury
W sierpniu 2016 nominowany na ministra kultury i informacji w drugim gabinecie Aleksandara Vučicia. Pozostał na tej funkcji również w utworzonym w czerwcu 2017 rządzie Any Brnabić. Zakończył urzędowanie w październiku 2020.